# Aleksandrs Breņķis
Aleksandrs Breņķis (ur. 28 stycznia 1896 r. na Łotwie w granicach Rosji, zm. 5 lutego 1975 r. w Milwaukee) – łotewski wojskowy (pułkownik), dowódca 3 Łotewskiego Pułku Granicznego SS, a następnie oficer w Generalnym Inspektoracie łotewskich oddziałów SS pod koniec II wojny światowej.
28 stycznia 1919 r. wstąpił do nowo formowanej armii łotewskiej, dostając stopień podporucznika. W lipcu tego samego roku awansował na porucznika. Od sierpnia do listopada pełnił funkcję komendanta miasta Jūrmala, do stycznia 1920 r. – regionu wojskowego Tukums, a do kwietnia 1921 r. – regionu Rezekne (jednocześnie był szefem sztabu). W tym czasie dostał stopień kapitana. Do 28 czerwca 1922 r. był zastępcą komendanta regionu Rezekne, a do 11 maja 1935 r. – regionu Jaunjelgava-Ilukste, awansując w 1925 r. na podpułkownika. Do 1 czerwca 1939 r. pełnił funkcję komendanta regionu Daugavpils, a do aneksji Łotwy przez Sowietów w 1940 r. – regionu Daugavpils-Ilukste, awansując do stopnia pułkownika. Po zajęciu obszaru Łotwy przez wojska niemieckie w 1941 r., podjął współpracę z okupantami. 7 lutego 1944 r. stanął na czele 3 Łotewskiego Pułku Granicznego SS w stopniu Waffen-Standartenführera der SS. Już 22 lutego tego roku przeszedł do Generalnego Inspektoratu łotewskich oddziałów SS, zostając szefem SS-Wehrbezirkskommando Riga-Land und Madona. Od października był szefem biura werbunkowego regionu administracyjnego Talsi. Po zakończeniu wojny przedostał się na obszary zajęte przez wojska alianckie. W 1951 r. wyjechał do USA, gdzie zamieszkał w miejscowości Fargo.
Był odznaczony m.in. Orderem Trzech Gwiazd 4 klasy, Krzyżem Chwały Aizsargi.